# Дагон

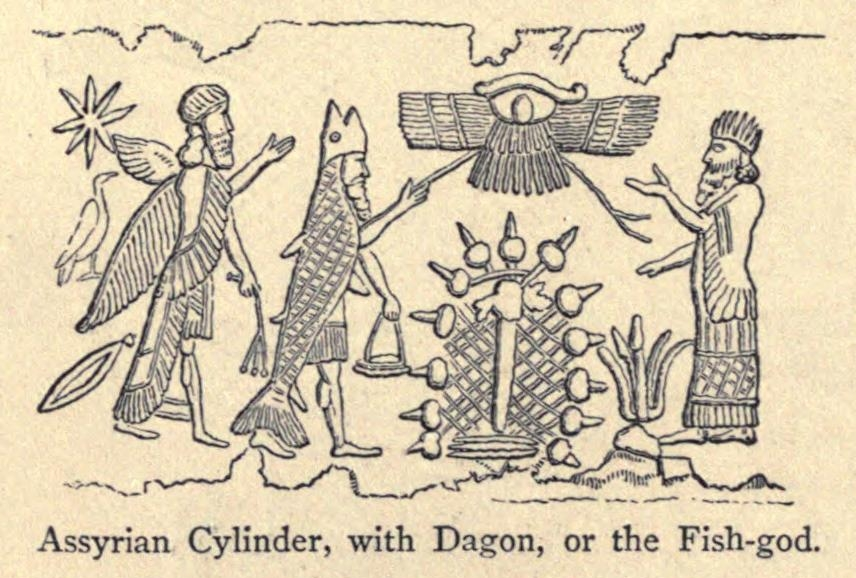
Бог-риба на ассирійській печатці

Дагон або Даган (Sumerian: 𒀭𒁕𒃶, romanized: dda-gan; Phoenician: 𐤃𐤂𐤍, romanized: Dāgān) — семітське божество землеробства та погоди, якому поклонялися в Сирії протягом ІІІ та ІІ тис. до н. е.
Його культ переважно відзначався в містах вздовж річки Середній Євфрат, таких як Туттуль та Терка (Terqa). Пізніше, у ІІ тис. до н. е., Дагану також поклонялися в Емарі на Євфраті та в Угариті на узбережжі Середземного моря. У той час його вважали батьком бога бурі Адад (Хадду, або Баал). Ім'я Дагана іноді писали з ідеограмою «Кур» («гора/Підземний світ»), що сприяло його ідентифікації з Енлілем, головою месопотамського пантеону, так і з Кумарбі, батьком хурритського бога бурі Тешуб. Цей текст також може розкривати його зв'язок з поховальними культами та хтонічним світом. Етимологія імені Даган не зовсім ясна. Одне походження пов'язує його із семітським словом, що означає «злаки» (можливо пов'язане зі словом івр. דָּגָן — «збіжжя», початково бог, що дає їжу), або навіть словом, що означає «(велика) риба», а інше — із терміном, що позначає певну погоду, «хмарно», що може відображати первісну функцію Дагана як бога бурі.
У клинописних джерелах кінця ІІІ тис. до н. е. вважається, що Даган дарував царську владу і, відповідно, узаконив за допомогою оракула завоювання Центральної Сирії царями Аккада. Аморейські царі Марі (XVIII ст. до н. е.) приділяли пильну увагу посланням Дагана, що передавались з міста Терки, де вони передавались у ворожінні, снах і пророцтвах. Ці мантійські події відбувалися в храмовому комплексі, де підтримувався відкритий зв'язок між міським, сільським та напівкочовим населенням.

## Опис
Зображався у вигляді могутньої людини з риб'ячим хвостом замість ніг.
Вперше згадується в аккадських документах 23 століття до нашої ери як верховне божество правого берега середньої течії Євфрату. На сході, у Вавилонії, його ім'я вимовлялося як Даган, в Ханнані як Дагон. Храми Дагана були в головних містах середнього Євфрату — Марі та Тірці. Важливе значення культ Дагана мав у Вавилоні за часів Хамурапі.
Перші згадки про культ Дагона серед семітів Сирії та Ханаану містяться в документах 14-15 століть до нашої ери знайдених в Угариті. В угаритському епосі один з епітетів Ваала — «син Дагона». В ханаанців (ханааненян) Дагон певно ототожнювався з Ілем — «батьком богів». Філон з Бібла який в І столітті нашої ери склав опис фінікійських вірувань ототожнював Дагона з Хроносом — батьком грецьких богів. В Біблії Дагона пов'язували народною етимологією зі словом даг (риба) і описували напівлюдиною-напіврибою.

## В культурі
Дагон — ім'я одного із головних демонів у телесеріалі «Надприродне». У трьох епізодах 12 сезону (2017 р.) цього персонажа зіграла акторка Алі Ан (англ. Ali Ahn).
Зустрічається в літературних творах Говарда Лавкрафта а також у комп'ютерній грі "Відьмак".